# Forcipiger flavissimus
Forcipiger flavissimus là một loài cá biển thuộc chi Forcipiger trong họ Cá bướm. Loài này được mô tả lần đầu tiên vào năm 1898.

## Từ nguyên
Từ định danh flavissimus được ghép bởi hai âm tiết trong tiếng Latinh: flavus ("có màu vàng") và issimus (hậu tố so sánh bậc nhất), mang nghĩa là "rất vàng", hàm ý đề cập đến màu vàng tươi trên cơ thể của loài này (trừ phần đầu).

## Phạm vi phân bố và môi trường sống
F. flavissimus là loài có phạm vi phân bố rộng nhất trong họ Cá bướm, với diện tích phân bố trải dài trên khoảng 106 triệu km².
F. flavissimus xuất hiện trên khắp khu vực Ấn Độ Dương - Thái Bình Dương và mở rộng đến cả Đông Thái Bình Dương. Từ Biển Đỏ dọc theo bờ biển Đông Phi, F. flavissimus được phân bố trải dài về phía đông đến hầu hết các đảo quốc thuộc châu Đại Dương (bao gồm cả quần đảo Hawaii), và từ vịnh California dọc theo đến bờ biển phía tây bắc Nam Mỹ, bao gồm cả những hòn đảo ngoài khơi, xa nhất ở phạm vi phía nam là đến Úc, quần đảo Kermadec (New Zealand), đảo Rapa Iti (Polynésie thuộc Pháp) và đảo Phục Sinh (Chile), giới hạn phía bắc đến vùng biển phía nam Nhật Bản.
Ở Việt Nam, F. flavissimus được ghi nhận tại quần đảo Hoàng Sa và đảo Lý Sơn (Quảng Ngãi); vịnh Nha Trang và quần đảo Trường Sa (Khánh Hòa); cũng như tại bờ biển Phú Yên.
F. flavissimus sinh sống tập trung trên mào và sườn dốc của rạn viền bờ, nơi có sự phát triển phong phú của san hô và có nhiều hang động, gờ đá ở độ sâu lên đến ít nhất là 145 m, đôi khi chúng cũng được tìm thấy gần các rạn san hô trong đầm phá.

## Mô tả

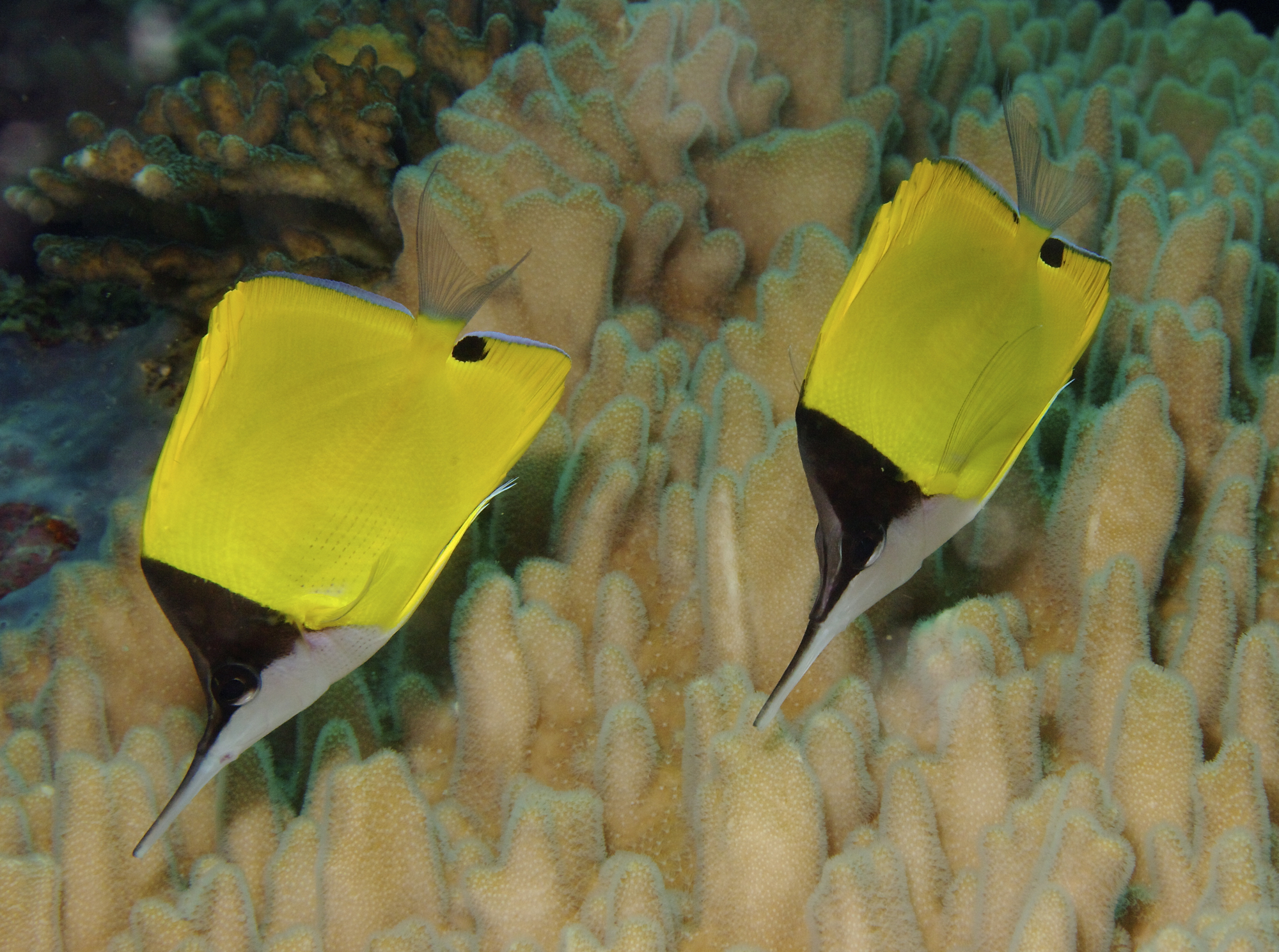
Một cặp F. flavissimus

F. flavissimus có chiều dài cơ thể lớn nhất được ghi nhận là 22 cm. Loài cá bướm này đặc biệt có phần mõm rất dài và mảnh, miệng hở một khoảng nhỏ nên có hình dạng như một cái kẹp dài. Thân có màu vàng tươi. Nửa trên của đầu và vùng gáy có màu đen, nửa dưới đầu và vùng ngực màu xám trắng. Đốm đen lớn ở cuối vây hậu môn, gần sát gốc vây đuôi. Vây đuôi và vây ngực gần như trong suốt, các vây còn lại màu vàng tươi. Vây lưng và vây hậu môn có viền màu xanh lam óng.
So với đồng loại của nó, Forcipiger longirostris, F. flavissimus có mõm ngắn hơn đáng kể và không có những chấm đen li ti trên ngực. Ngoài ra, một đặc điểm ít được để ý đến là mắt của F. flavissimus có màu bạc ở nửa dưới, trong khi mắt đen hoàn toàn ở F. longirostris. Forcipiger wanai có màu nâu ở thân, dễ dàng phân biệt với hai loài kể trên.
Cả ba loài kể trên đều có thể xuất hiện kiểu hình màu nâu đen bao phủ khắp cơ thể do hắc tố được sản sinh quá mức. Tuy nhiên, những cá thể này không duy trì màu nâu đen trong điều kiện nuôi nhốt mà sẽ trở lại màu vàng thông thường trong vài ngày đến vài tuần.
Số gai ở vây lưng: 12; Số tia vây ở vây lưng: 22–24; Số gai ở vây hậu môn: 3; Số tia vây ở vây hậu môn: 17–18; Số tia vây ở vây ngực: 15; Số gai ở vây bụng: 1; Số tia vây ở vây bụng: 5; Số vảy đường bên: 74–80.

## Sinh thái học
F. flavissimus là loài ăn tạp, thức ăn của chúng bao gồm các loài động vật giáp xác nhỏ và cả trứng của những loài cá khác, nhưng loài này cũng thích gặm chân ống của các loài da gai, cầu gai và xúc tu của giun nhiều tơ. F. flavissimus còn có thể giữ vai trò của cá dọn vệ sinh, khi loài cá bướm này được quan sát ở ngoài khơi đảo Johnston đang dùng mõm gắp vật thể trong khoang miệng của cá sơn đá Myripristis berndti.
Trong lúc cạnh tranh cùng loài, F. flavissimus, cũng như F. longirostris, đều phát ra âm thanh nhờ vào các hoạt động ở cơ sọ và cơ ngực.
F. flavissimus sống đơn độc và có thể hợp thành nhóm nhỏ khoảng 5 cá thể; cá trưởng thành thường ghép đôi vào thời điểm sinh sản. Tuổi thọ tối đa được ghi nhận ở F. flavissimus là 18 năm tuổi.

## Thương mại
F. flavissimus thường được xuất khẩu trong các hoạt động buôn bán cá cảnh. Khoảng 30.000 cá thể được bán trong giai đoạn 1988–2002.